# Thiraphat Puethong
Thiraphat Puethong (thailändisch ธีรภัทร ปรือทอง; * 17. Februar 2007 in Ubon Ratchathani) ist ein thailändischer Fußballspieler.

## Karriere

### Verein
Thiraphat Puethong erlernte das Fußballspielen in der Schulmannschaft des Assumption College Sriracha sowie in der Jugend vom Bankhai United FC und dem BG Pathum United FC. Hier unterschrieb er im Januar 2025 seinen ersten Vertrag. Der Verein aus Pathum Thani spielt in der ersten Liga, der Thai League. Sein Erstligadebüt gab Puethong am 22. Februar 2025 (23. Spieltag) im Heimspiel gegen den PT Prachuap FC. Bei dem 1:0-Erfolg wurde er in der 90.+5 Minute für Chanathip Songkrasin eingewechselt.

### Nationalmannschaft
Thiraphat Puethong spielte 2023 viermal in der thailändischen U17-Nationalmannschaft. Mit dem Team nahm er an der U17-Asienmeisterschaft im eigenen Land teil. Mit der Mannschaft zog er in das Viertelfinale ein, dass man jedoch gegen Südkorea mit 4:1 verlor. Sein Debüt in der thailändischen U23-Nationalmannschaft am 22. März 2025 in einem Freundschaftsspiel gegen Katar. Bei der 2:1-Niederlage im Abdullah-bin-Khalifa-Stadion wurde er in der 84. Minute für Thanawut Phochai eingewechselt.